# Gaston Gimpel
Gaston Gimpel, francoski general, * 1883, † 1950.